# Philippe François Renault
Philippe François Renault (né vers 1686 et mort le 2 avril 1755) est un explorateur français et le courtier favori du Roi Louis XV.
Il quitte sa Picardie native en 1719 pour le Pays des Illinois.  Il est chargé de développer les mines du Pays des Illinois, mais il a plus de succès avec sa concession le long du fleuve Mississippi où il fonde Saint-Philippe, une communauté agraire. La communauté exporte ses surplus agricoles aux colons des communautés au sud de la Louisiane, ainsi que de ceux au centre du fleuve Mississippi qui ont moins de succès que ceux de l'Illinois. 

## Carrière
En 1719, Renault est engagé par la Compagnie du Mississippi qui acquiert la Compagnie des Indes orientales et devient la Compagnie des Indes. La compagnie est formée pour l'exploitation de ses possessions en Amérique. Plus tard, il acheta 200 esclaves de Saint-Domingue, pour les faire travailler dans les mines qu'il allait développer. Ces hommes sont les premiers esclaves africains à être emmenés au Pays des Illinois.
En 1723, Renault se voit accorder carte blanche pour l'exploitation de ses mines sur des terres dans la Haute Louisiane. 
Il fonde la communauté de Saint-Philippe, au sud de Illinois, à trois miles du Fort de Chartres. L'agriculture est l'entreprise qu'il exploite avec le plus de succès. La communauté de Saint-Philippe produit un surplus qu'elle envoie au sud aux habitants de La Nouvelle-Orléans, ainsi qu'aux autres établissements, comme le Poste Arkansas.  
Les exploits de Renault en Illinois pour exploiter les minéraux sont plutôt vains ; mais au Missouri, il a le crédit d'avoir opéré la première mine de plomb appelée La Vieille Mine. Il retourne en France en 1749, en passant ses intérêts à d'autres. Ses héritiers essayèrent en vain de faire valoir leurs droits sur les concessions, sans jamais obtenir de succès ,.